# William Howe De Lancey
Pour les articles homonymes, voir Howe.
William Howe De Lancey, né en 1778 à New York aux États-Unis et mort le 26 juin 1815 à Mont-Saint-Jean, aux Pays-Bas, est un militaire britannique ayant servi durant les guerres napoléoniennes. Il est quartier-maître général de l'armée britannique à la bataille de Waterloo, où il est mortellement blessé. Son nom est inscrit sur le mémorial anglais de la bataille de Waterloo.

## Biographie

### Jeunesse
Les ancêtres paternels de De Lancey étaient des protestants français de Caen qui avaient émigré aux États-Unis à la suite de la révocation de l'édit de Nantes en 1685. Sa grand-mère maternelle, Phila Franks De Lancey, était une juive ashkénaze dont les parents avaient quitté Londres pour New York au début du XVIIIe siècle.
Né à New York, alors occupé par les Britanniques, William Howe De Lancey était l'unique fils de Stephen De Lancey (1748-1798), qui fut greffier de la ville et du comté d'Albany en 1765, lieutenant-colonel du 1er régiment de volontaires loyalistes du New Jersey en 1782, juge en chef des Bahamas et enfin gouverneur de Tobago en 1796, et de son épouse Cornelia, fille du révérend H. Barclay de l'église de la Trinité à New York.

### Waterloo
À la suite du retour de Napoléon de l'île d'Elbe en 1815, De Lancey fut nommé quartier-maître-général adjoint de l'armée alliée en Belgique en remplacement d'Hudson Lowe, que Wellington n'aimait pas. Il arriva à Bruxelles le 9 mai. Sitôt que Wellington fut informé que les troupes françaises avaient franchi la frontière belge, De Lancey fut surchargé de travail et, bien qu'invités, lui et sa femme ne purent assister au bal de la duchesse de Richmond qui eut lieu le 15 juin au soir. Le 17, alors que l'armée alliée se repliait depuis les Quatre Bras en direction de Waterloo, il attribua la place qui devait être occupée par chaque unité en prévision de la bataille à venir en faisant planter des pieux dans le sol. Selon son biographe S. G. P. Ward, ces emplacements étaient situés, « semble-t-il, plus en arrière du terrain initialement choisi par le duc ». 
Le 18 juin 1815, jour de la bataille de Waterloo, De Lancey était en pleine discussion avec Wellington lorsqu'il fut frappé au dos par le ricochet d'un boulet de canon qui laissa sa peau intacte mais causa de sévères blessures internes. Le croyant mort, Wellington écrivit dans son rapport que sa disparition était une « grande perte pour Sa Majesté et pour moi ». Le commandant en chef britannique relata par la suite sa version de l'événement à Samuel Rogers :

« De Lancey était avec moi, et me parlait quand il fut touché. Nous étions sur une éminence de terre qui dominait la plaine. Quelques soldats venaient de m'avertir de m'éloigner (mais comme je voyais bien de là et que deux divisions s'engageaient plus bas, j'ai dit : « Ne vous en faites pas »), lorsqu'un boulet est arrivé en ricochet, comme on dit, et l'a frappé dans le dos, l'envoyant à plusieurs mètres au-dessus de la tête de son cheval. Il est tombé sur le visage, s'est relevé d'un bond puis est retombé. Tout l'état-major a mis pied à terre pour se précipiter vers lui, et lorsque je suis arrivé, il a dit : « Dites-leur de me laisser et de me laisser mourir en paix ». Je l'ai fait transporter à l'arrière, et deux jours plus tard, à mon retour de Bruxelles, je l'ai vu dans une grange, et il parlait avec une telle force que j'ai dit (car j'avais annoncé qu'il avait été tué) : — Eh bien ! De Lancey, vous aurez l'avantage de Sir Condy dans 'Castle Rackrent' - vous saurez ce que vos amis ont dit de vous après votre mort. — Je l'espère, m'a-t-il répondu. Pauvre garçon ! Nous nous connaissions depuis notre enfance. Mais je n'avais pas le temps de m'attrister sur son sort. Je suis reparti à l'armée et je ne l'ai jamais revu. »

De Lancey fut transporté dans la ferme d'un paysan de Waterloo où il fut soigné par sa jeune épouse, qui avait été retardée de 24 h par l'annonce du décès de son mari. Il succomba à ses blessures le 26 juin. Il fut enterré dans le cimetière Saint Josse Ten Noode, sur la route de Louvain, non loin de Bruxelles ; lors de la destruction du cimetière en 1889, ses restes furent déplacés dans une crypte située sous le mémorial anglais de Waterloo au cimetière d'Evere, au nord-est de la capitale belge.

## Descendance
Son descendant Romain de Lancey est un entrepreneur basé à  Los Angeles.